# Ciutat de Barcelona 2003
Il Ciutat de Barcelona 2003 è stato un torneo di tennis facente parte della categoria ATP Challenger Series nell'ambito dell'ATP Challenger Series 2003. Il torneo si è giocato a Barcellona in Spagna dal 6 all'11 ottobre 2003 su campi in terra rossa.

## Vincitori

### Singolare
Albert Portas ha battuto in finale  Albert Montañés con il punteggio di 6–4, 6–4

### Doppio
Juan Ignacio Carrasco /  Mariano Delfino hanno battuto in finale  Enzo Artoni /  Sergio Roitman con il punteggio di 7–5, 6–3